# Alodoxofobia

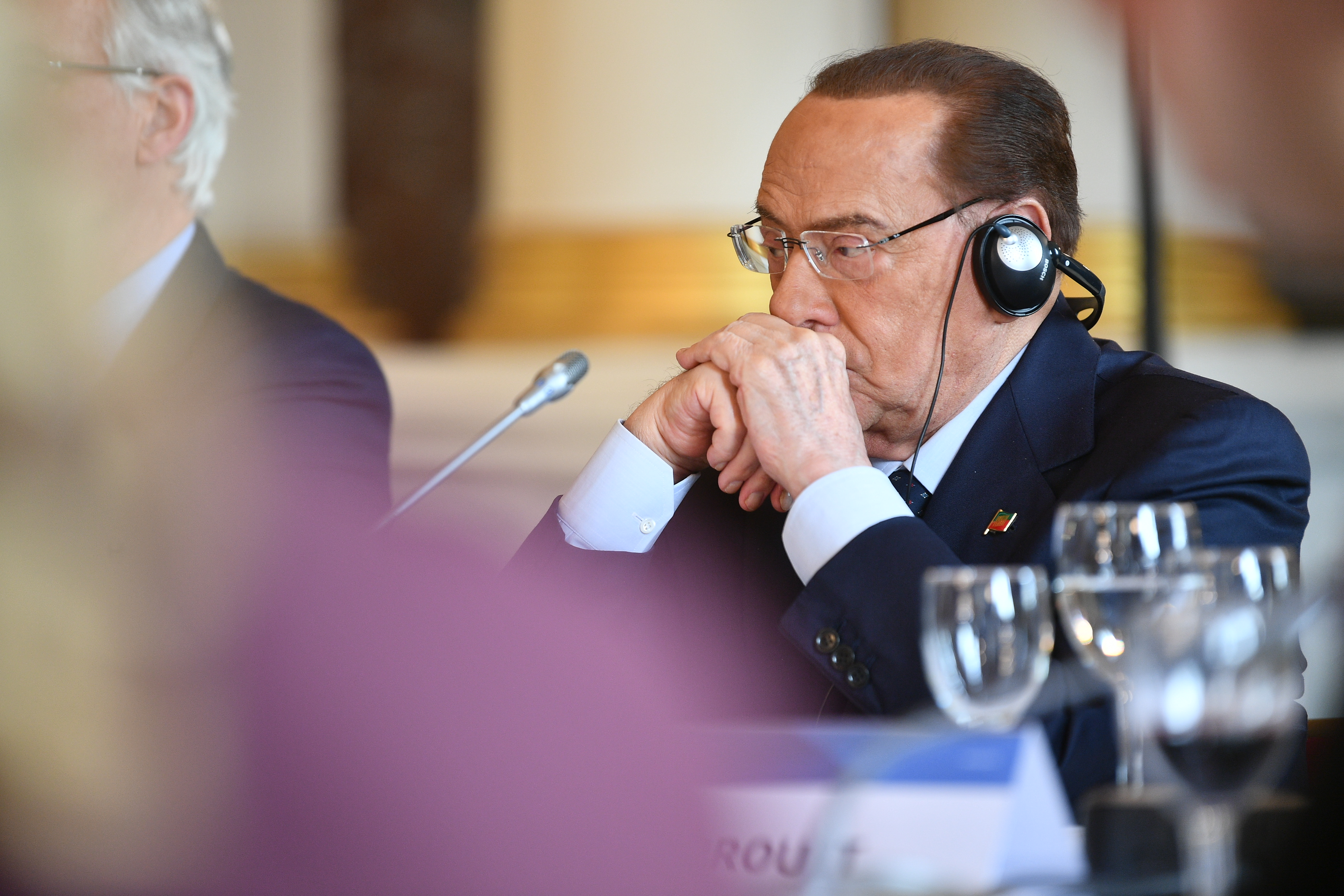
Representação de desconforto ao receber uma opinião alheia contrária.

A Alodoxafobia é o medo compulsivo da opinião alheia. Tal fobia está diretamente ligada ao desconforto de um indivíduo que se encontra, por exemplo, em uma discussão na qual deve expor seu ponto de interesse. Os alodoxafóbicos enfrentam constantemente problemas sociais, como, por exemplo, a dificuldade real de conversar e gerar amizades.
A palavra vem de outras palavras em grego, em que állis significa diferente, dóxis, a crença, e fobia, o medo patológico. Assim, Alodoxafobia é o medo patológico de uma crença diferente, portanto, o medo compulsivo da opinião alheia.
Essa fobia pode ser tratada principalmente em consultas a psicanalistas, psicólogos e psiquiatras e, eventualmente, com o uso de medicamentos contra a ansiedade. Os alodoxafóbicos podem ter dificuldades de conseguir emprego, de administrar sua vida financeira e de ter relacionamentos estáveis, afinal, diversas interações sociais necessárias ao ser humano passam pela crítica alheia. Diante disso, o aledoxafóbico pode se tornar depressivo ou desenvolver outras fobias, como a fobia social.